# Geostorm
Geostorm – amerykański film katastroficzny z 2017 roku w reżyserii Deana Devlina, wyprodukowany przez wytwórnię Warner Bros. Pictures. Jest to pierwszy reżyserski debiut Devlina. Główne role w filmie zagrali Gerard Butler, Jim Sturgess, Abbie Cornish, Ed Harris i Andy García.

## Fabuła
Akcja filmu rozgrywa się w roku 2019. Kiedy Ziemię raz za razem niszczą wielkie i potężne kataklizmy, rusza program Dutch Boy. Na orbitę trafia sieć satelitów przeciwdziałających klęskom żywiołowym. Niedługo potem system wywołuje serię śmiercionośnych huraganów, powodzi i burz lodowych, zamiast im zapobiegać. Twórca Dutch Boya, Jake Lawson (Gerard Butler) wyrusza do kosmicznej bazy, aby usunąć usterkę. Okazuje się, że awaria nie jest dziełem przypadku, ale częścią globalnego spisku. Przyszłość Ziemi zależy teraz od decyzji sekretarza stanu USA Leonarda Dekkoma (Ed Harris) i prezydenta Stanów Zjednoczonych Andrew Palmy (Andy García).

## Obsada
- Gerard Butler jako Jake Lawson
- Jim Sturgess jako Max Lawson
- Abbie Cornish jako Sarah Wilson
- Ed Harris jako sekretarz stanu USA Leonard Dekkom
- Andy García jako prezydent Stanów Zjednoczonych Andrew Palma
- Richard Schiff jako Thomas Cross
- Alexandra Maria Lara jako Ute Fassbinder
- Robert Sheehan jako Duncan
- Daniel Wu jako Cheng
- Eugenio Derbez jako Hernandez

## Produkcja
Zdjęcia do filmu kręcono w Nowym Orleanie (Luizjana), Dubaju (Zjednoczone Emiraty Arabskie), Hongkongu i Chinach, natomiast okres zdjęciowy trwał od 20 października 2014 do 10 lutego 2015 roku.

## Odbiór
Film Geostorm spotkał się z negatywnymi recenzjami od krytyków. Agregujący recenzje filmowe serwis Rotten Tomatoes, w oparciu o siedem omówień, przyznał wynik 29 procent (średnia ocena wyniosła 4,5 na 10).